# Chalcura partiglabra
Chalcura partiglabra is een vliesvleugelig insect uit de familie Eucharitidae. De wetenschappelijke naam is voor het eerst geldig gepubliceerd in 1926 door Girault.